# Grab der Klagefrauen

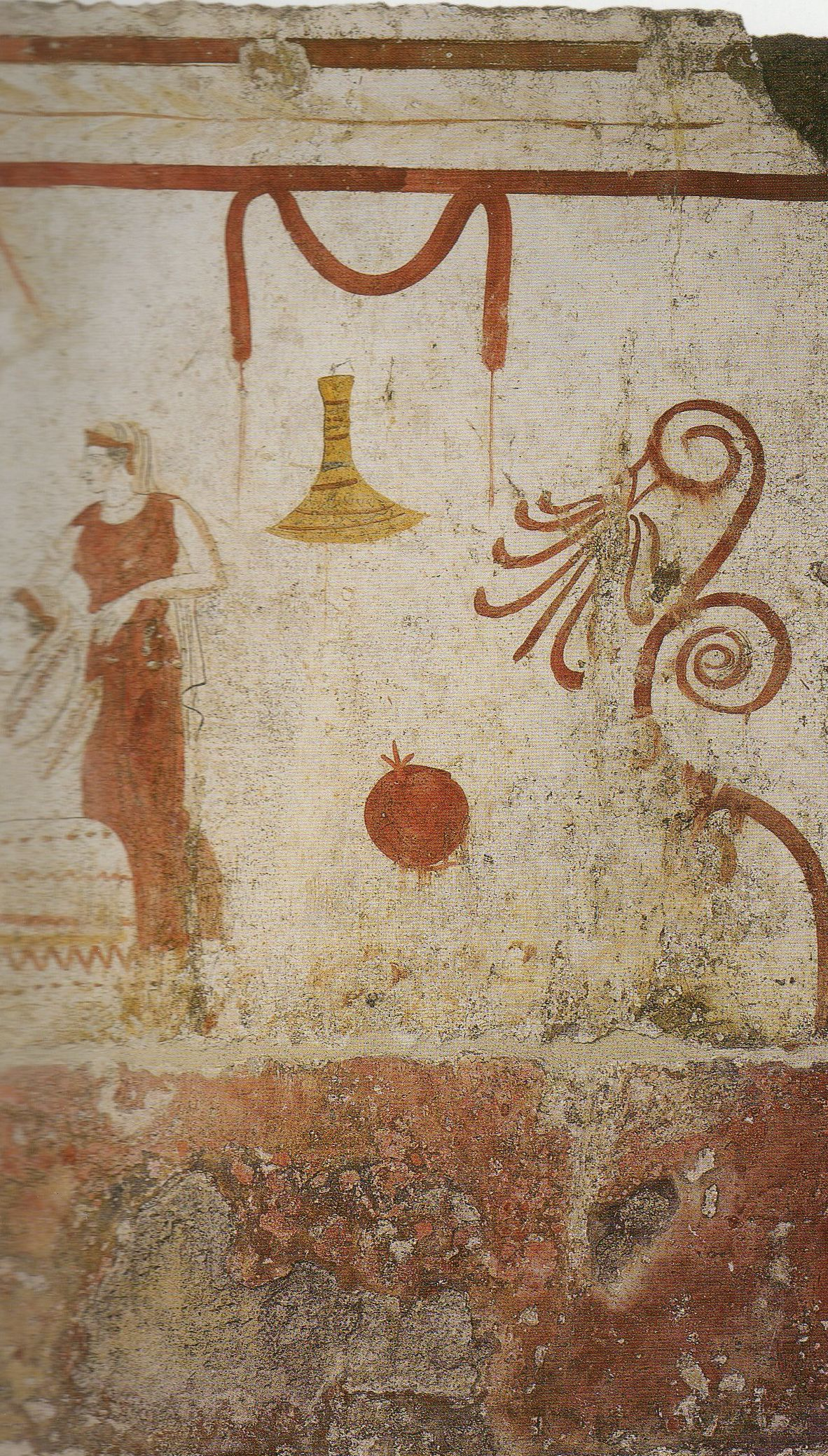
Ausschnitt aus der Prothesisszene, an der Wand ein umgedrehter Wollkorb

Das Grab der Klagefrauen ist ein Frauengrab aus der Zeit um 340 v. Chr. Es wurde in der Nekropole Gaudo bei Paestum gefunden. Seine Überreste sind im Archäologischen Nationalmuseum in Paestum untergebracht und tragen die Inventarnummern 133457 bis 133460.

## Beschreibung
Die Grabkammer hatte die Form eines Giebelhauses. Die fünfeckigen Platten, die die Schmalseiten bildeten, sind 188 cm hoch und 146 cm breit, die Platten der Längsseiten sind 135 cm hoch und 237 cm lang. Über die Anordnung der Platten zueinander wurde man sich erst im Jahr 2007 klar, als die Grabkammer anlässlich einer Ausstellung in Hamburg und im Martin-Gropius-Bau in Berlin in Sarkophagform zusammengefügt wurde. Im Museum in Paestum ist dies wegen des hohen Gewichtes der Steine nicht möglich.
Eine der beiden Platten von den Schmalseiten des Grabes, einst der Ost-, jetzt der Westseite zugeordnet, zeigt außer zwei Granatäpfeln, die Fruchtbarkeit symbolisieren sollen, auch zwei Hähne. Der Hahn gilt als das einzige Tier, das immer zum Koitus bereit ist, und damit auch als Fruchtbarkeitssymbol. Die beiden Hähne stehen einander auf einem aus Pinseltupfern und blassbraunen geschwungenen, rankenartigen Linien gebildeten Untergrund gegenüber, rechts und links flankiert von den Granatäpfeln und pflanzlichen Motiven. Von der roten Querlinie, durch die das rechteckige Bildfeld vom dreieckigen Giebelfeld abgetrennt ist, hängen zwei Girlanden und in der Mitte eine rote Tänie herab. Im Giebelfeld ist ein weiterer Granatapfel über einem blauen Wellenmotiv, gerahmt von pflanzlichen Motiven, zu sehen. 
Auf der Platte von der anderen Schmalseite des Grabes wiederholt sich das Motiv des Wassers oder des Meeres nicht nur im Giebelfeld, das beschädigt ist, aber noch den der anderen Schmalseite entsprechenden Schmuck erkennen lässt, sondern auch im eigentlichen Gemälde: Eine weibliche Figur reitet hier auf einem Wasserwesen, das einen pferdeartigen Kopf mit Zaumzeug und einen Fischschwanz besitzt. Auch diese Szene wird von Granatäpfeln und Ranken mit Palmetten eingerahmt. Laut Bernard Andreae weist diese Meerjungfrau „der Toten [...] den Weg zu den Inseln der Seligen im westlichen Meer.“ Ähnlich deutet er eine vergleichbare Figur aus dem Grab der Nereide, das er aber als Männergrab ansieht.
Auf einer der Längsplatten ist die Prothesis der Toten zu sehen. Die Leiche liegt auf einem üppigen Bett, zwei Kissen unter dem Kopf und Schuhe an den Füßen, die unter dem Leichentuch hervorsehen. Zwei Frauen in roten Gewändern beschäftigen sich mit der Toten; die eine hält eine Tänie in der erhobenen linken Hand. Eine weitere Tänie liegt auf dem Leib der Toten. An der Wand hinter dieser Szene hängen Haushaltsgegenstände, vom roten Querbalken über der Szene wiederum Zweiggirlanden und eine Tänie. Rechts und links sind auch hier Granatäpfel und Ranken mit Palmetten zu sehen. Der Untergrund wird durch ein rötliches Rechteck gebildet, über dem sich wiederum durch Pinseltupfer gesprenkelte hügelartige Gebilde erheben, die mit einem blassen gelblichbraunen Pinselstrich gezogen sind. 

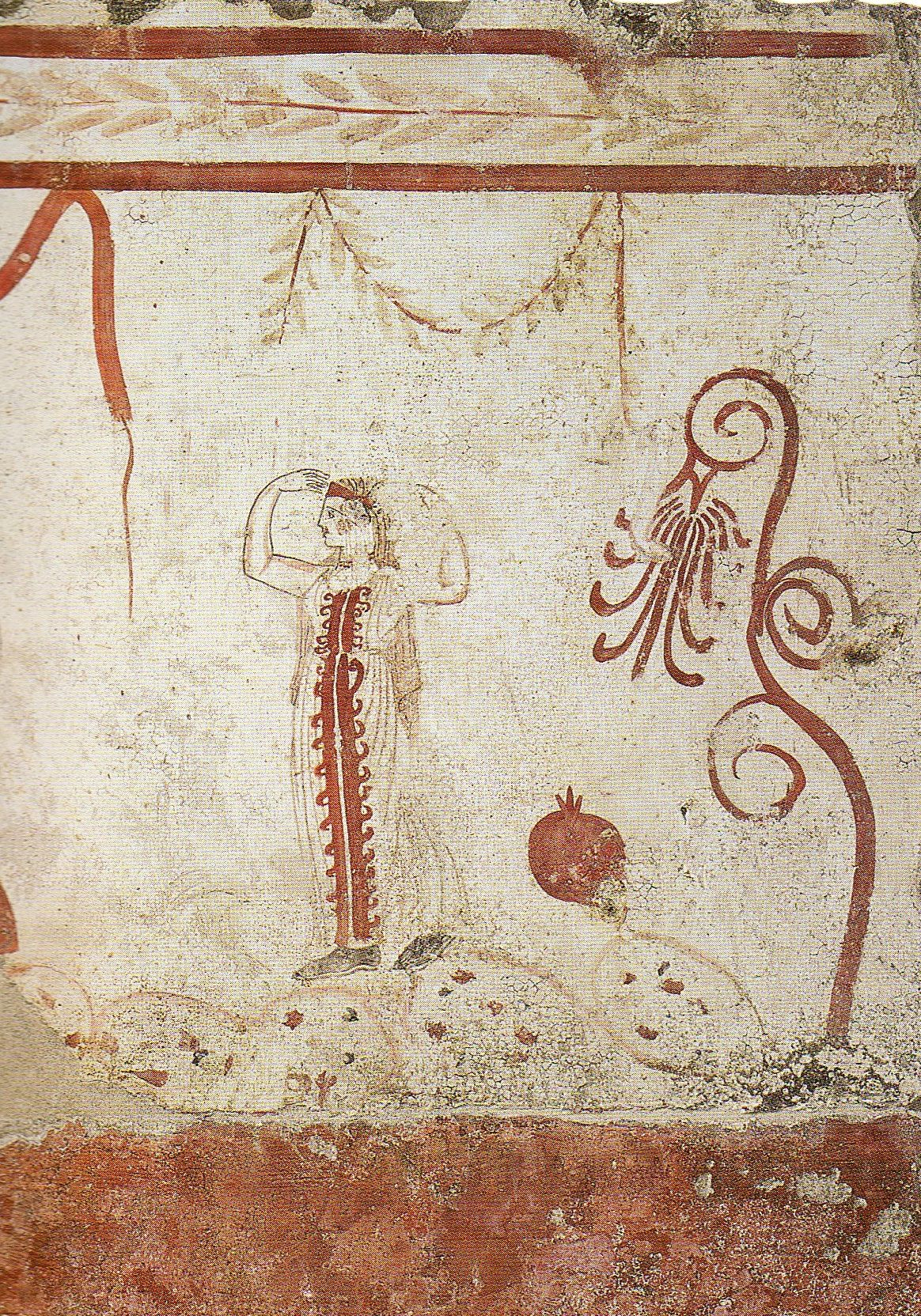
Klagegestus des Haareraufens

Auf der anderen Längsplatte, die dieselbe „Rahmengestaltung“ aufweist, sind diese Hügel unregelmäßiger als auf der ersten, vielleicht, weil die Szene nicht im geschlossenen Raum zu denken ist. Drei nach links gewandte Frauen sind hier zu sehen. Die erste trägt auf ihrem Kopf ein Tischchen mit Leichenspenden. Erkennbar sind Eier und Salbgefäße, darunter eine Lekythos. Die mittlere schlägt sich im Klagegestus gegen die Brust, die rechte, in einem besonders aufwändig geschmückten Gewand, greift sich an den Kopf, vermutlich, um sich die Haare zu raufen.